# Jimmie Baker
Jimmie Baker jr. (Filadelfia, 25 dicembre 1953) è un ex cestista statunitense, professionista nella ABA.

## Carriera
Fu scelto al terzo giro del Draft NBA 1975 dai Philadelphia 76ers (39ª scelta assoluta). Non giocò nella NBA, optando per un contratto con i Kentucky Colonels della ABA. Giocò 5 partite, segnando 6 punti con 14 rimbalzi in 40 minuti totali.